# Paradoxostoma posterotruncatum
Paradoxostoma posterotruncatum is een mosselkreeftjessoort uit de familie van de Paradoxostomatidae.